# Manca Špik
Manca Špik (* 17. září 1980, Kranj) je slovinská zpěvačka. Její sólová kariéra začala v roce 2005. V roce 2007 zvítězila na jubilejním třicátém ročníku festivalu Melodije morja in sonca v Portoroži. Její píseň „Que sera, sera“ byla slovinskými rádii v roce 2008 vybrána za nejlepší píseň léta. V roce 2009 se spolu se skupinou Langa zúčastnila národního kola Eurovision. Ačkoliv jejich píseň Zaigraj Muzikant zřetelně zvítězila v hlasování diváků, žádný hlas od poroty znamenal až páté místo v celkovém hodnocení.